# Lavinia Agache
Lavinia Agache (Căiuți, 1968. február 11. –) olimpiai és Európa-bajnok román tornász.

## Életpályája
1975-ben hétéves korában kezdett tornázni Onești-en, ahol Maria Cosma és Mihai Agoston edzette. Dévára kerülve a nemzeti válogatottban edzői Adrian Goreac, Maria Cosma és Octavian Bellu.
Első junior országos bajnoki címét 1979-ben szerezte, majd felnőttként három egymást követő évben (1981, 1982 és 1983) is országos bajnok volt.
A nemzetközi porondon 1980-ban Lyonban a junior Európa-bajnokságon debütált, egyéni összetettben bronzérmet szerezve.
Felnőttként az 1983-as göteborgi Európa-bajnokságon gerendán arany-, egyéni összetettben és felemás korláton egy-egy ezüst, ugrásban pedig bronzérmet szerzett.
Első világbajnoki szereplésén 1981-ben Moszkvában legjobb eredményei egy negyedik helyezés a csapattal, illetve egy ötödik ugrásban. A következő, Budapesten 1983-ban megrendezett világbajnokságon már három ezüst- (csapat, felemás korlát és ugrás) és egy bronzérmet (gerenda) sikerült szereznie.
Az 1984. évi nyári olimpiai játékokon Los Angelesben aranyérmet nyert a csapattal, továbbá egy bronzot ugrásban.
Agache egyike azon tornászoknak, akiknek sikerült tökéletes gyakorlatot végrehajtaniuk, azaz megkapni a maximális tízes pontszámot.
Egy térdsérülést követően 1984-ben visszavonult.
1991-ben az Amerikai Egyesült Államokban telepedett le és edzőként folytatta tevékenységét. 1995-ben kötött házasságot Tom Caney-vel.
1984-ben Kiváló Sportolói címmel, 2008-ban Sport Érdemrenddel tüntették ki.